# Ro
Ro (grško starogrško ρω ali tudi starogrško ρο; velika črka Ρ, mala črka ρ) je sedemnajsta črka grške abecede in ima številčno vrednost 100. Grška črka ro izvira iz feničanske črke reš (). Iz grške črke ro izvirata latinični črki P in R, pa tudi cirilična črka Р.
V grščini se črka Ρ izgovarja kot r.

## Pomeni
- v astronomiji je ρ oznaka za sedemnajsto zvezdo v ozvezdju
- v fiziki je ρ oznaka za gostoto
- v fiziki je ρ oznaka za prostorninsko gostoto naboja
- v fiziki je ρ oznaka za specifično upornost
- v statistiki je ρ oznaka za Spearmanov koeficient korelacije

### Unicode
|                | Velika črka Ρ        | mala črka ρ        |
| -------------- | -------------------- | ------------------ |
| Unicode UTF-16 | U+03A1               | U+03C1             |
| Ime Unicode    | Velika grška črka ro | Mala grška črka ro |
| Koda HTML      | &#929;               | &#961;             |
| Enota HTML     | &Rho;                | &rho;              |